# Plaza de John Mackintosh
La plaza de John Mackintosh o John Mackintosh Square (coloquialmente, La plaza) es una plaza principal en el territorio británico de ultramar de Gibraltar. Ha sido el centro de la ciudad desde el siglo XIV, y toma su nombre de John Mackintosh, un filántropo local. Los edificios notables de la plaza de John Mackintosh incluyen el edificio del Parlamento y el Ayuntamiento.

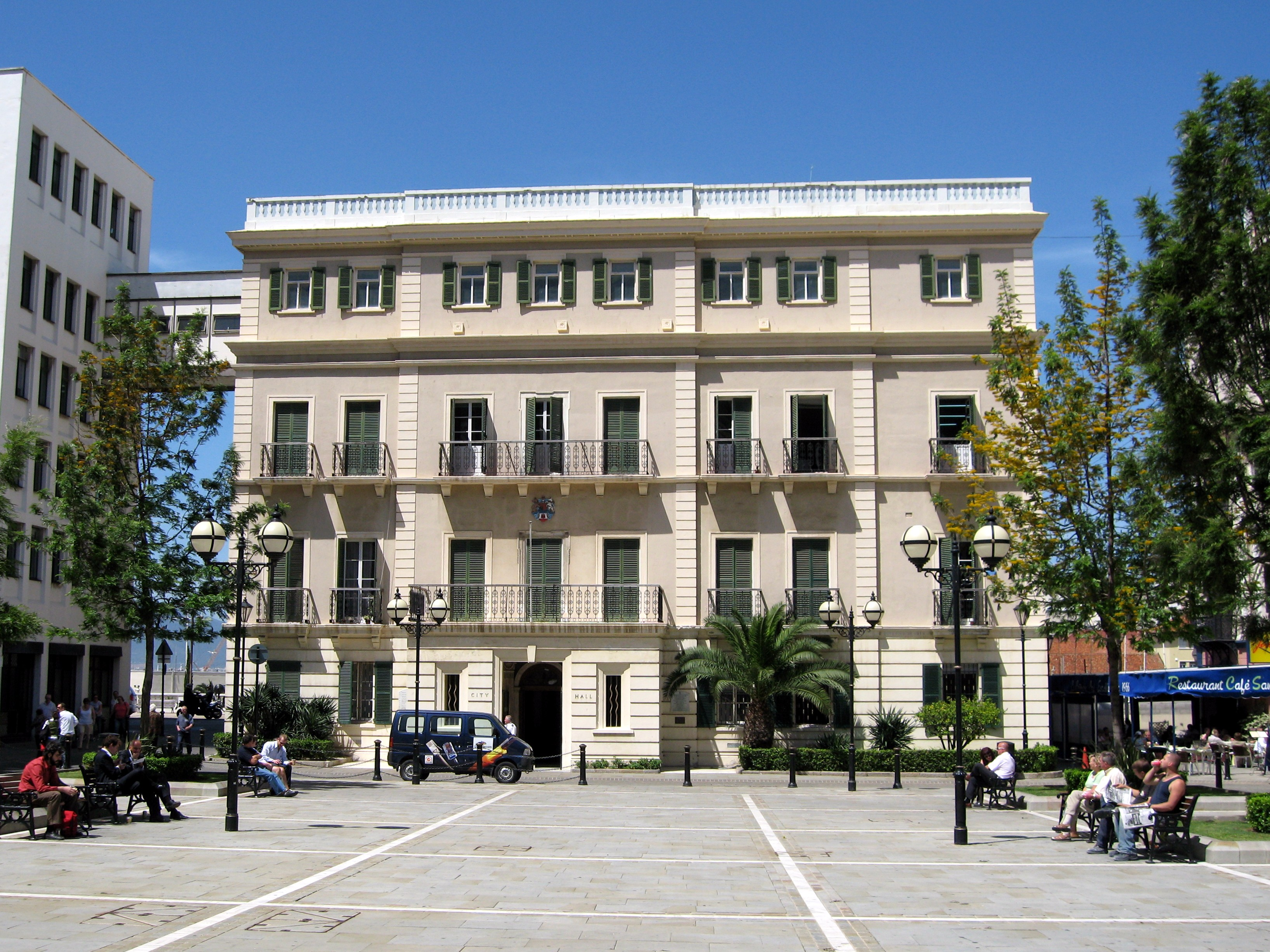
Ayuntamiento de Gibraltar en la plaza.

- Datos: Q41321
- Multimedia: John Mackintosh Square / Q41321